# Sutilija (gradina)
Sutilija je gradina na brdu Sutiliji kod Segeta Gornjeg, ponad Trogira.

## Opis
Gradina Sutilija (nastala u 8. st. pr. Kr.), rimski kamenolom i crkva sv. Ilije (iz 12. st.) nalaze se na brdu sv. Ilija koje dominira nad zapadnom stranom trogirskog Malog polja. Zbog dobrog strateškog položaja, mogućnosti nadzora okolnog kopna i akvatorija Kaštelanskog zaljeva i Šoltanskog kanala, na sv. Iliji je u željezno doba podignuto veliko gradinsko naselje. Od njega je sačuvan rasuti suhozidni bedem prstenasta oblika, a na južnoj padini se nalazi podgrađe zaštićeno bokobranom. Na istočnoj i jugoistočnoj padini Sutilije nalaze se rimski kamenolomi. Riječ je o manjim kavama u kojima su vidljivi tragovi vađenja kamenih blokova. Na vrhu se nalazi romanička crkva sv. Ilije po kojem je cijelo brdo dobilo ime Sutilija.
Utvrđenih prapovijesnih naselja poput ovog s monumentalnim suhozidnim bedemima u Dalmaciji je sačuvano nekoliko stotina. Na gradini su pronađeni ulomci prapovijesne i grčke (helenističke) keramike.

## Zaštita
Pod oznakom Z-3256 zavedena je u kompletu s rimskim kamenolomom i crkvom sv. Ilije kao nepokretno kulturno dobro - pojedinačno, pravna statusa zaštićena kulturnog dobra, klasificirano kao "arheološka baština".

## Vanjske poveznice
- Sutilija - Zaboravljeni željeznodobni grad, Građanska akcija Trogir na Facebooku, objavljeno 2. ožujka 2019.